# Sergej Aksakov

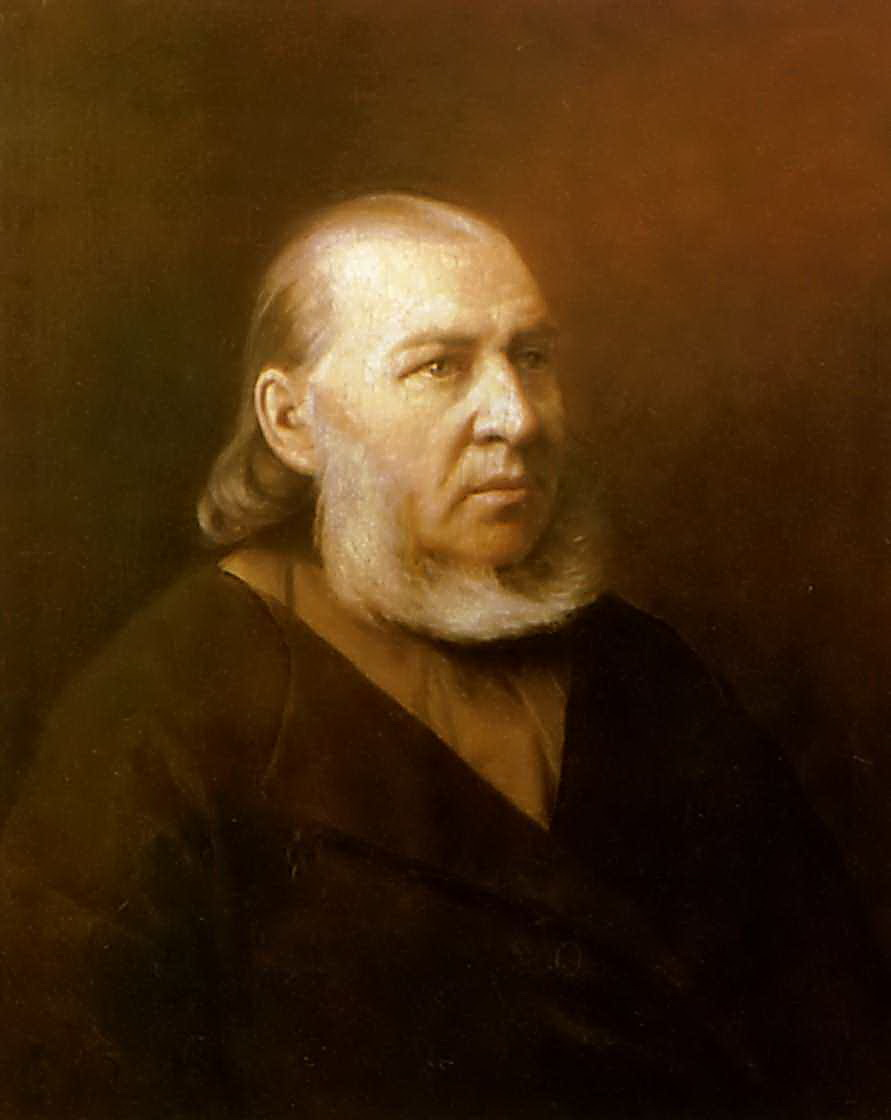
Sergej Aksakov

Sergej Timofejevitsj Aksakov (Russisch: Сергей Тимофеевич Аксаков) (Oefa, 1 oktober 1791 - Abramtsevo, nabij Moskou, 12 mei 1859) was een 19e-eeuwse Russische literaire schrijver die bekend geworden is door zijn semi-autobiografische verhalen over het familieleven van een landheer.

## Leven
Sergej werd geboren in Oefa en had een ziekelijke jeugd op het landgoed van zijn ouders in Novo-Aksakova, voordat hij studeerde aan het gymnasium van Kazan. Daarna studeerde hij vanaf 1805 aan de Staatsuniversiteit van Kazan. Hij raakte geïnteresseerd in theater en zette zich af tegen het als oubollig geziene werk van Nikolaj Karamzin en steunde Aleksandr Sjisjkov in zijn strijd tegen het maniërisme van Karamzin en zijn pleidooi voor volksgedichten in de Russische taal.
In 1807 ging Aksakov naar Sint-Petersburg en in 1812 naar Moskou, waar hij meedeed aan de Campagne van 1812. Hij trouwde met Olga Saplatina en leefde vervolgens gelukkig vanaf 1816 met haar op zijn landgoed Aksakov in het gouvernement Orenburg. Ze kregen vier zonen en vijf dochters. Twintig jaar later, in 1826, trok hij met zijn gezin naar Moskou. Zijn landgoed bracht echter te weinig op om van rond te komen en hij trad daarop in dienst van Sjisjkov op de afdeling censuur, maar omdat hij te flexibel was voor het regime van tsaar Nicolaas I, vertrok hij daar weer snel. In 1833 werd hij inspecteur en in 1835 directeur van de School voor landmeetkunde in  Moskou. Nadat zijn vader was overleden in 1837 kon Aksanov op zijn landgoed leven zonder verdere beroepsverplichtingen. Als landheer opende hij zijn huis voor literair en wetenschappelijk geïnteresseerden. Een van hen, prozaïst Nikolaj Gogol, moedigde hem aan te gaan schrijven, hetgeen hem ertoe aan zette zijn aantekeningen over onderwerpen als jagen en vissen te publiceren. Deze publicaties maakten hem een nationale held en bezorgden hem een groot aantal bewonderaars waarvan sommigen hem zelfs boven Gogol en Shakespeare stelden.
In 1843 verkocht Aksakov zijn huis in Moskou en vestigde zich op een landgoed bij de plaats Abramtsevo, waar hij vaak werd bezocht door zijn slavofiele zonen Konstantin Aksakov en Ivan Aksakov. Daar hij toen blind geworden was dicteerde hij zijn boeken aan zijn dochter Vera, die voor het grootste deel ontstaan zijn in Abramtsevo. De verhalen over zijn jeugdjaren bezorgden hem de grootste bekendheid. Hij stierf op 67-jarige leeftijd in 1859 in Abramtsevo.
Een museum over Aksakov bevindt zich in zijn voormalige woonhuis in Abramtsevo.

## Werk
Aksakov's invloed op de Russische literatuur bestaat vooral uit zijn jeugdherinneringen en dan met name over zijn familie, in Nederland verschenen in de reeks Privé-domein onder de titel "Een jeugd in Rusland". De door hem beschreven gebeurtenissen uit zijn kinderjaren worden beschouwd als meesterwerken in zowel de Russische als de wereldliteratuur. De weergave is realistisch en vaak ook aangenaam. Zijn liefde voor de natuur komt hierin ook steeds weer naar voren, vooral met betrekking tot vlinders. In zijn semi-autobiografische beschrijvingen wordt het alledaagse leven van de Russische adel objectief en gedetailleerd weergegeven.
- Boeran (sneeuwstorm), 1834
- Zapiski ob oezjenje ryby (aantekeningen over het vissen), 1947
- Zapiski roesjejnogo ochotnika Orenburgskoj goebernii (aantekeningen van een jager uit het gouvernement Orenburg), 1852
- Semejnaja chronika (familiekroniek), 1856
- Vospominanija (herinneringen), 1856 (in Nederland uitgegeven als "Een jeugd in Rusland", 1987)
- Detskie gody Bagrova-vnoeka (kinderjaren van kleinzoon Bagrov), 1858

Hiernaast schreef hij onder andere het sprookje "de scharlakenbloem" en gaf hij een beschrijving over zijn vriendschap met Gogol.